# Helotidae
Helotidae (лат.) — семейство насекомых инфраотряда Кукуйиформные из отряда жесткокрылых.

## Описание
Блестящим компактным внешним видом напоминают жуков-златок. Голова крупная, переднеспинка широкая. Усики 11-члениковые. Ноги короткие. Надкрылья многих видов с пятнами. Встречаются под корой и на цветах (Neohelota).

## Распространение
Живут в основном в тропических районах в Старом Свете — Африка и Юго-Восточная Азия, достигая на северной части своего ареала Японских островов и российского Приморья. Есть находки из Южной Америки (Венесуэла). В ископаемом виде семейство известно, начиная с первой половины мелового периода.

## Классификация
Около 100 видов.
- Afrohelotina Kirejtshuk, 2000
- †Burmahelota Liu et al., 2018
  - †Burmahelota pengweii Liu et al., 2018 (из бирманского янтаря)[1]
- Helota McLeay
  - Helota fulviventris Kolbe, 1886 — Россия, Дальний Восток[2]
  - Helota gemmata Gorham, 1874
  - Helota gorhami Olliff, 1883
  - Helota kolbei Ritsema, 1889
  - Helota ohbayahsii Lee, 2007
  - Helota schuhi Lee, 2007
  - Helota ventralis Ritsema, 1891
- Metahelota
- Metahelotella Kirejtshuk, 2000
  - †Metahelotella monochromata Liu et al., 2018 (из бирманского янтаря)[1]
- Neohelota Ohta, 1929
- †Palaeohelota Liu et al., 2018
  - †Palaeohelota parva Liu et al., 2018 (из китайских отложений Yixian Formation)[1]
- Scrophohelota Kirejtshuk, 2000